# Stuttgart (Arkansas)
Stuttgart è una città (city) e capoluogo del distretto nord della contea di Arkansas nello Stato dell'Arkansas, negli Stati Uniti d'America. Si trova sulla U.S. Route 79 a circa 45 miglia (72 km) a sud-est di Little Rock. La popolazione era di 9,326 persone al censimento del 2010.

## Storia
Stuttgart è stata fondata dal reverendo Adam Bürkle, un nativo di Plattenhardt in Germania. Si trasferì negli Stati Uniti nel 1852 e fondò un insediamento a Gum Pond dopo aver vissuto nell'Ohio. Nel 1880, aprì un ufficio postale e doveva quindi dare un nome al villaggio. Il nome è un omaggio alla sua città natale, Stoccarda (Stuttgart in inglese), allora capitale del Regno di Württemberg. Nel 1882 la ferrovia della Texas and St. Louis fu aperta. Stuttgart divenne una città nel 1884 e nel 1904 la produzione di riso fu introdotta nell'area di Stuttgart. Il primo direttore dell'ufficio postale di Stuttgart era un uomo di colore nero di nome Martin Toms secondo il censimento degli Stati Uniti.

## Geografia fisica
Stuttgart è situata a 34°29′49″N 91°33′03″W (34.497043, -91.550917).
Secondo lo United States Census Bureau, ha un'area totale di 7,2 miglia quadrate (18,7 km²).

## Società

### Evoluzione demografica
Secondo il censimento del 2010, c'erano 9,326 persone.

### Etnie e minoranze straniere
Secondo il censimento del 2010, la composizione etnica della città era formata dal 58,7% di bianchi, il 36,5% di afroamericani, lo 0,2% di nativi americani, lo 0,7% di asiatici, il 2,4% di altre etnie, l'1,4% di due o più etnie. Ispanici o latinos di qualunque etnia erano il 3,5% della popolazione.